# Perdita aperta
Perdita aperta är en biart som beskrevs av Timberlake 1968. Perdita aperta ingår i släktet Perdita och familjen grävbin. Inga underarter finns listade i Catalogue of Life.